# Rupi Wellman
Le rupi Wellman sono una serie di picchi e pareti rocciose situate nella regione settentrionale della dorsale dei Geologi, situata nella Terra di Oates, in particolare in corrispondenza della costa di Shackleton. Questa serie di rupi è disposta in direzione nord-sud e si estende in questa direzione per circa 20 km, lungo il versante orientale dell'altopiano di Boucot, arrivando all'altezza massima di 2360 m s.l.m. in corrispondenza della vetta del monte Macpherson.

## Storia
Avvistate per la prima volta dai membri della squadra settentrionale della spedizione neozelandese di ricognizione antartica svolta nel periodo 1961-62, le rupi Wellman sono state così battezzate dai membri della stessa squadra in onore del geologo neozelandese H. W. Wellman, che sviluppò un modo piuttosto semplice di realizzare mappe partendo da fotografie aeree, risultando di immenso aiuto per la spedizione.